# 冯士亮
冯士亮（1945年8月—2023年1月4日），男，陕西神木人，中华人民共和国政治人物，曾任呼和浩特市人民政府市长，第九届全国人大代表。